# 米爾梅克河
51°29′17.78″N 8°19′40.87″E / 51.4882722°N 8.3280194°E
米爾梅克河（德語：Mülmecke），是德國的河流，位於該國西部，處於北萊茵-威斯特法倫州，屬於默訥河的左支流，河道全長3.2公里，流域面積1.7平方公里。